# Il silenzio e lo spirito
Il silenzio e lo spirito è un album di Eugenio Finardi, pubblicato nel 2003 da Edel Music.

## Tracce
1. Oceano di silenzio – 4:16
2. The Land of Plenty – 4:25
3. Orlèans – 4:49
4. Il ritorno di Giuseppe – 6:32
5. Corale dalla cantata bwv.147 – 3:01
6. Arenal – 4:50
7. Una scala per la luna – 2:24
8. Motherless Child – 4:30
9. Danza di Eolo – 6:15
10. Halleluja – 6:13
11. Come in uno specchio – 9:15
12. Adeste Fideles – 3:26
13. Ave Maria Fadista – 5:36

## Formazione
- Eugenio Finardi – voce
- Vittorio Cosma – pianoforte
- Francesco Saverio Porciello – chitarra classica
- Giancarlo Parisi – fiati